# The Art & the Evil
The Art & the Evil är den svenska electroartisten Emmons debutalbum, utgivet 7 februari 2007 på Wonderland Records.
Albumet spelades in i Producktion Studio i Stockholm med Emmon som huvudsaklig producent. Två låtar medproducerades av Jon Axelsson. Skivan mixades av Emmon och mastrades av Hans Olsson i Dicentia. En CD-version av albumet utkom i en specialutgåva, limiterad till 50 exemplar genom vilken låten "Wake Up Time (Helm Upbeat Mix)" gjordes tillgänglig på internet.

## Låtlista
Där inte annat anges är låtarna skrivna av Emma Nylén.
1. "High Horses" – 4:03
2. "Frenzy Eyes" – 3:23
3. "Rock D'amour" – 4:13 (Emma Nylén, Jon Axelsson)
4. "Wake Up Time" – 3:34
5. "Envy in the Heart" – 3:05
6. "Time Can Only Make Things Better" – 3:19 (Emma Nylén, Jon Axelsson)
7. "Friends" – 4:08
8. "White Trash Wedding" – 3:10
9. "Shark Attack" – 2:56
10. "Make It Up" – 4:22
11. "Down Below" – 3:57

## Mottagande
Albumet har medelbetyget 2,7/5 på Kritiker.se, baserat på sju recensioner. Högst betyg fick den av Göteborgs-Posten (4/5) och lägst av Musiklandet (1/5).